# David Garland (cầu thủ bóng đá)
David Garland (sinh ngày 18 tháng 6 năm 1948) là một cựu cầu thủ bóng đá người Anh thi đấu ở vị trí tiền đạo.